# 藤森利雄
藤森 利雄（ふじもり としお、1948年6月15日 - ）は、日本の実業家。名港海運代表取締役社長を経て、同社代表取締役会長、名古屋商工会議所副会頭、愛知県公安委員会委員長、日本港運協会副会長、名古屋税関保税会会長、東海港運協会会長、名古屋港運協会会長。黄綬褒章受章。

## 人物・経歴
愛知県出身。1971年南山大学経済学部卒業、名港海運入社。2000年業務企画室長。2003年取締役業務部長兼業務企画室長に昇格。2007年常務取締役。2011年専務取締役。2013年から代表取締役社長を務めた。2016年には小林耕士、安井香一らとともに名古屋商工会議所副会頭に選任された。
平成30年度海事関係大臣表彰受賞。2019年名港海運代表取締役副会長。同年名古屋税関保税会会長として、武藤義哉財務省名古屋税関長との間で、テロ予防などのための覚書を締結した。
2021年東海港運協会会長、名古屋港運協会会長、日本港運協会常任理事。2022年黄綬褒章受章。同年愛知県公安委員会委員。2023年愛知県公安委員会委員長代行、日本港運協会副会長。2024年名港海運代表取締役会長、愛知県公安委員長、名古屋港利用促進協議会会長。2025年東海港運協会相談役。